# Mesochorus robustus
Mesochorus robustus là một loài tò vò trong họ Ichneumonidae.